# Conochironomus deemingi
Conochironomus deemingi är en tvåvingeart som beskrevs av Peter Scott Cranston och Hare 1995. Conochironomus deemingi ingår i släktet Conochironomus och familjen fjädermyggor.
Artens utbredningsområde är Nigeria. Inga underarter finns listade i Catalogue of Life.